# مجيماندرا
مجيماندرا هي قرية تقع في جزيرة أنجوان في جزر القمر. بلغ عدد سكانها 1,937 نسمة حسب إحصاء عام 1991.